# Rossmoor (Califòrnia)
Rossmoor és una concentració de població designada pel cens dels Estats Units a l'estat de Califòrnia. Segons el cens del 2000 tenia 10.298 habitants.

## Demografia
Segons el cens del 2000, Rossmoor tenia 10.298 habitants, 3.715 habitatges, i 2.975 famílies. La densitat de població era de 2.548,8 habitants/km².
Dels 3.715 habitatges en un 37,4% hi vivien nens de menys de 18 anys, en un 68,9% hi vivien parelles casades, en un 8,2% dones solteres, i en un 19,9% no eren unitats familiars. En el 16,6% dels habitatges hi vivien persones soles el 10,6% de les quals corresponia a persones de 65 anys o més que vivien soles. El nombre mitjà de persones vivint en cada habitatge era de 2,77 i el nombre mitjà de persones que vivien en cada família era de 3,12.
Per edats la població es repartia de la següent manera: un 26,7% tenia menys de 18 anys, un 5,3% entre 18 i 24, un 23,4% entre 25 i 44, un 26,1% de 45 a 60 i un 18,5% 65 anys o més.
L'edat mediana era de 42 anys. Per cada 100 dones de 18 o més anys hi havia 89,6 homes.
La renda mediana per habitatge era de 86.457 $ i la renda mediana per família de 93.500 $. Els homes tenien una renda mediana de 71.875 $ mentre que les dones 46.913 $. La renda per capita de la població era de 38.642 $. Entorn de l'1,3% de les famílies estaven per davall del llindar de pobresa.

## Poblacions més properes
El següent diagrama mostra les poblacions més properes.